# (5130) Илионей
(5130) Илионей (лат. Ilioneus) — типичный троянский астероид Юпитера, движущийся в точке Лагранжа L5, в 60° позади планеты. Астероид был открыт 30 сентября 1989 года американским астрономом Кэролин Шумейкер в Паломарской обсерватории и назван в честь Илионея, одного из героев Троянской войны.

Орбита астероида Илионей и его положение в Солнечной системе
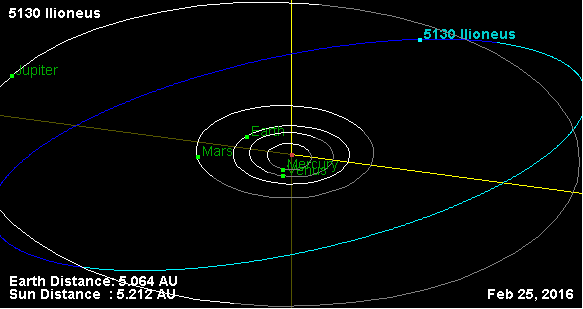
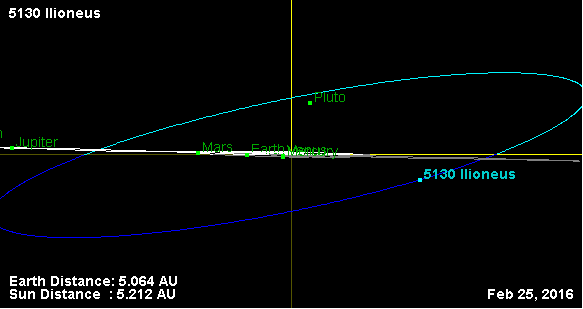

Фотометрические наблюдения, проведённые в 1994 году, позволили получить кривые блеска этого тела, из которых следовало, что период вращения астероида вокруг своей оси равняется 14,768 ± 0,014 часам, с изменением блеска по мере вращения 0,16 ± 0,01 m.